# .hm
.hm ist die länderspezifische Top-Level-Domain (ccTLD) der Heard und McDonaldinseln. Sie wurde am 24. Juli 1997 eingeführt und wird von der HM Domain Registry mit Sitz in Canberra verwaltet.

## Eigenschaften
Domains werden ausschließlich direkt unter .hm registriert, es existieren keine offiziellen Second-Level-Domains. Jede Adresse muss zwischen drei und 60 Stellen lang sein und darf nur alphanumerische Zeichen beinhalten. Ein Wohnsitz oder eine Niederlassung auf den Inseln sind nicht erforderlich. Bei einem europäischen Registar dauert die Konnektierung etwa eine Woche, sie erfolgt vollkommen automatisiert.
Die teuerste jemals verkaufte .hm-Domain war sex.hm, die im Jahr 2002 den Inhaber gewechselt hat. Über die internationale Verbreitung der Domain existieren keine öffentlichen Informationen.